# Viktor Makeyev
Viktor Petrovich Makeyev (tiếng Nga: Ви́ктор Петро́вич Маке́ев; 25/10/1924– 25/10/1985) là kỹ sư, tổng công trình sư thiết kế tên lửa đạn đạo phóng từ tàu ngầm của Liên Xô-Nga. Ông sinh tại Kolomna, hay chính xác hơn là tại một ngôi làng nhỏ mang tên Protopopovo. Ông sinh ra trong một gia đình công nhân giản dị. Cha ông làm việc trong một nhà máy hàng không, rõ ràng đã ảnh hưởng lớn đến cậu bé Makeyev. Sau khi tốt nghiệp, ông làm việc tại nhà máy chế tạo máy bay. Năm 1941, nhà máy sơ tán về vùng Kazan, tại đây, điều kiện làm việc thiếu thốn nhưng ông vẫn tích cực học hỏi. Năm 1942, Makeyev đã vào học tại trường Học viện hàng không Kazan, năm 1944, ông chuyển về Moscow, tiếp tục học tại Học viện hàng không Moscow (tốt nghiệp năm 1948), và Đại học Kỹ thuật Quốc gia Moskva Bauman (1950). Sau khi tốt nghiệp, Makeyev vào làm việc tại TsNIIMash, tại đây, ông đã trợ giúp Korolev trong việc phát triển tên lửa R-2, R-3. Ông được Korolev chỉ định làm thiết kế trưởng cho tên lửa nhiên liệu lỏng R-11.
Từ năm 1955, ông làm việc tại phòng thiết kế SKB-385, tại Zlatoust, Miass, với vai trò thiết kế trưởng, từ năm 1963 ông là thiết kế trưởng và giám đốc. Đội ngũ kỹ sư thiết kế thuộc SKB-385 dưới sự chỉ đạo của Makeyev đã phát triển thành công tên lửa R-11 cùng với phiên bản dùng trên tàu ngầm là R-11FM. Nhờ thành tích này mà Makeyev được trao tặng giải thưởng Lenin. Năm 1962, Makeyev tiếp tục phát triển hệ thống tên lửa R-17 (Scud-B). Tuy nhiên, ưu tiên của Makeyev vẫn là thiết kế tên lửa SLBM cho Hải quân. Ông phát triển tên lửa R-21-tên lửa đầu tiên của Liên Xô có thể phóng từ tàu ngầm đang lặn, đưa vào phục vụ năm 1963. Năm 1962, SKB-385 được giao nhiệm vụ thiết kế một tên lửa đẩy chất lỏng hoàn toàn mới, có tầm bắn gấp đôi và trọng lượng giảm đi gấp 10 lần. Loại tên lửa này là R-27 Zhyb. Năm 1968, tất cả các cuộc thử nghiệm đã hoàn thành, tên lửa được sản xuất loạt và đưa vào trang bị. Trong năm 1964, SKB-385 được giao nhiệm vụ thiết kế tên lửa hai tầng đẩy mới, dựa trên tên lửa P-29 trước đó. Tên lửa mới với tên gọi R-29R được đưa vào hoạt động vào năm 1977, có khả năng mang nhiều đầu đạn con MRV. Từ đây, các nhà lãnh đạo Liên Xô cho rằng cần phát triển tên lửa SLBM nhiên liệu rắn giống với người Mỹ, Makeyev đáp ứng yêu cầu này bằng việc phát triển tên lửa SLBM R-39. Tầm bắn tối đa của tên lửa là 10.000 km, trọng lượng 90 tấn. Kích thước của tên lửa khiến buộc phải tăng chiều dài ống phóng trên tàu ngầm. Những ý tưởng thiết kế của Makeyev không chỉ vượt qua những phát triển trong nước, mà còn bỏ xa ngành kỹ thuật tên lửa của Mỹ trong một thời gian dài. Cuối mùa hè năm 1985, Makeyev phải nhập viện ở Matxcơva vì một cơn đột quỵ. Viktor Petrovich Makeev qua đời vào ngày 25 tháng 10 năm 1985, đúng vào ngày sinh nhật thứ 61 của ông. Ông được chôn cất ở Moscow tại Nghĩa trang Novodevichy. Makeyev để lại cho đất nước một di sản to lớn, nhưng những người đồng hương biết rất ít về ông, vì nhà thiết kế này làm việc trong điều kiện bí mật nghiêm ngặt. Ở Kolomna có một tượng đài của ông, nhưng hầu hết người dân không biết rõ về những công việc mà ông đã thực hiện.

## Các thế hệ SLBM
Makeyev là tổng công trình sư thiết kế và phát triển cả ba thế hệ tên lửa đạn đạo phóng từ tàu ngầm cho Hải quân Liên Xô/Hải quân Nga.
Bao gồm:
Thế hệ I
- R-11FM - tên lửa SLBM đầu tiên của Liên Xô.
- R-13
- R-17 - NATO gọi là Scud-B
- R-21 (SS-N-5 "Sark") - tên lửa SLBM đầu tiên của Liên Xô có khả năng phóng từ tàu ngầm đang lặn (1963)

Thế hệ II
- R-27 Zhyb - tên lửa SLBM đầu tiên được nạp nhiên liệu từ nhà máy (1968)
- R-27K
- R-29 - tên lửa SLBM đầu tiên của Liên Xô có tầm bắn liên lục địa(1974)

Thế hệ III
- R-29R - tên lửa SLBM có mang đầu đạn MRV (1977)
- R-39 - tên lửa SLBM có mang đầu đạn MIRV (1983)
- R-29RM - tổ hợp tên lửa có độ hoàn thiện về công nghệ cao

Năm 1991, Viện thiết kế tên lửa Miass đã được đổi tên thành Viện thiết kế tên lửa Makeyev để vinh danh những cống hiến của ông. Tên ông cũng được đặt cho đại lộ ở Miass, một con đường tại Kolomna, và một con tàu thuộc Hạm đội phương Bắc. Tượng bán thân của Makeyev được đặt tại Miass và Kolomna.
Makeyev là tác giả của 32 phát minh và hơn 200 sách in bao gồm cả sách chuyên khảo.

## Awards
- 1959 - Order of Lenin
- 1961 - Hero of Socialist Labor
- 1965 - Trở thành tiến sĩ khoa học
- 1968 - Viện sĩ Viện hàn lâm khoa học Liên Xô.
- 1968 - Được trao USSR State Prize
- 1974 - Anh hùng lao động XHCN
- 1978 - Được trao USSR State Prize
- 1983 - Được trao USSR State Prize

## Tác phẩm
- "Rockets and people" – B. E. Chertok, M: "mechanical engineering", 1999. ISBN 5-217-02942-0 (bằng tiếng Nga)
- "Testing of rocket and space technology - the business of my life" Events and facts - A.I. Ostashev, Korolyov, 2001.;
- "S. P. Korolev. Encyclopedia of life and creativity" - edited by C. A. Lopota, RSC Energia. S. P. Korolev, 2014 ISBN 978-5-906674-04-3
- A.I. Ostashev, Sergey Pavlovich Korolyov - The Genius of the 20th Century — 2010 M. of Public Educational Institution of Higher Professional Training MGUL ISBN 978-5-8135-0510-2.

### Tiếng Anh
- SLBMs at RussianSpaceWeb.com
- Makeyev's State Rocket Centre Lưu trữ ngày 17 tháng 4 năm 2013 tại archive.today
- Р-11ФМ
- P-21

### Tiếng Nga
- Airfleet
- Arms.ru БРПЛ Р-11ФМ [liên kết hỏng]
- Arms.ru БРПЛ Р-27[liên kết hỏng]
- Makeyev (list of missiles Lưu trữ ngày 17 tháng 4 năm 2013 tại archive.today)
- P-29 Lưu trữ ngày 30 tháng 5 năm 2019 tại Wayback Machine
- P-29P Lưu trữ ngày 30 tháng 5 năm 2019 tại Wayback Machine
- P-29PM Lưu trữ ngày 27 tháng 11 năm 2020 tại Wayback Machine